# Barton Seagrave
Barton Seagrave es un pueblo y una parroquia civil del distrito de Kettering, en el condado de Northamptonshire (Inglaterra).

## Demografía
Según el censo de 2001, Barton Seagrave tenía 4185 habitantes (2029 varones y 2156	mujeres). 750 (17,92%) de ellos eran menores de 16 años, 3073 (73,43%) tenían entre 16 y 74, y 362 (8,65%) eran mayores de 74. La media de edad era de 43,1 años. De los 279 habitantes de 16 o más años, 604 (17,58%) estaban solteros, 2325 (67,69%) casados, y 506 (14,73%) divorciados o viudos. 2062 habitantes eran económicamente activos, 2011 de ellos (97,53%) empleados y otros 51 (2,47%) desempleados. Había 20 hogares sin ocupar y 1751 con residentes.